# Campionati europei di 470 1978
I Campionati europei di 470 1978 si sono svolti a Cascais, in Portogallo, dal 15 al 22 luglio 1978.

## Podi
| Evento   | Oro                                                 | Argento                                    | Bronzo                            |
| 470 Open | Unione Sovietica Mikhail Kudryavtsev Edgar Terekhin | Israele Shimshon Brokman Eitan Friedlander | Polonia Leon Wróbel Tomasz Stocki |

## Medagliere
| Posiz. | Nazione          | Oro | Argento | Bronzo | Totale |
| ------ | ---------------- | --- | ------- | ------ | ------ |
| 1      | Unione Sovietica | 1   | 0       | 0      | 1      |
| 2      | Israele          | 0   | 1       | 0      | 1      |
| 3      | Polonia          | 0   | 0       | 1      | 1      |
| Totale | Totale           | 1   | 1       | 1      | 3      |